# مجسم أرخميدي

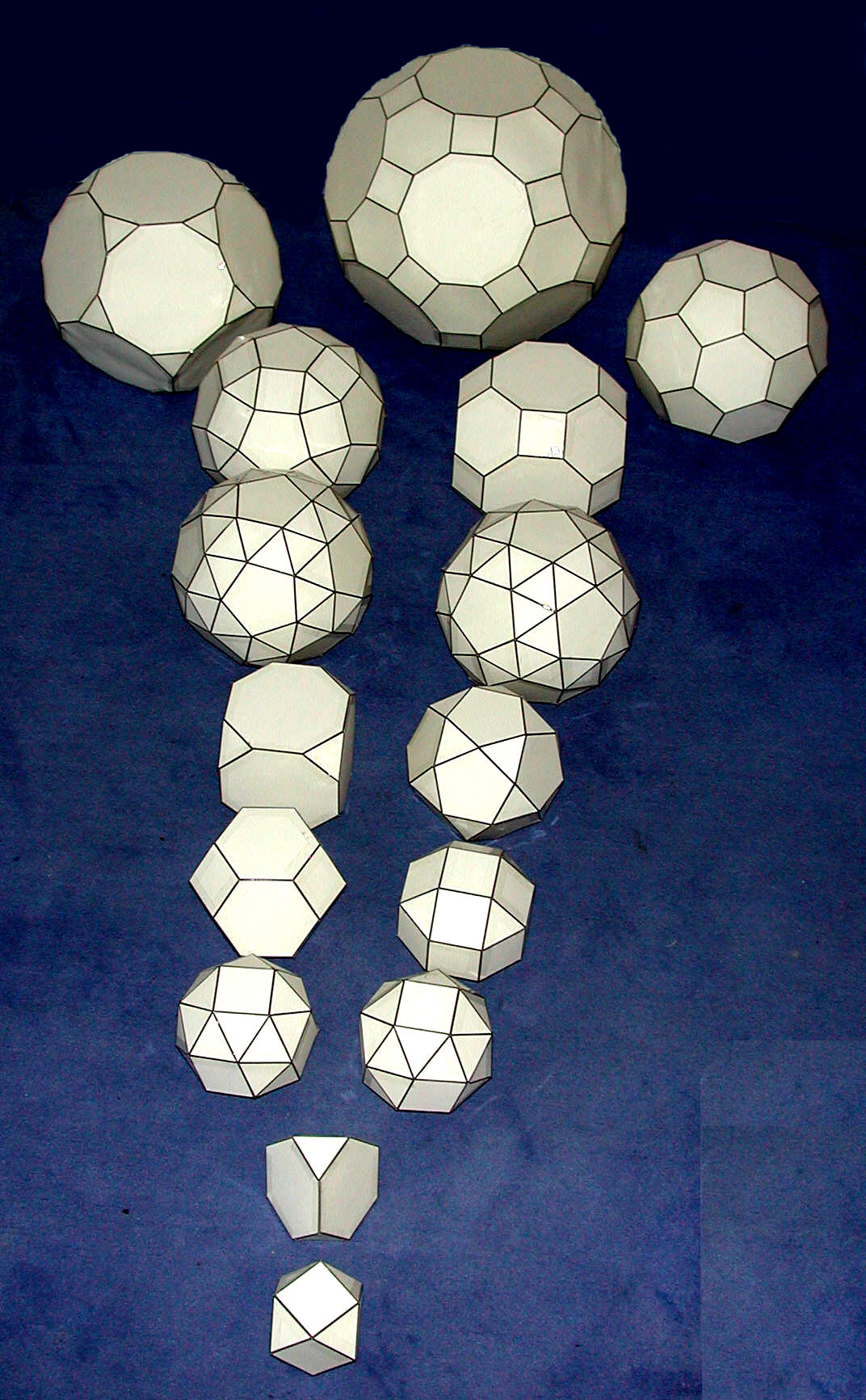
عدد المجسمات الأرخميدية 13، ولكن يظهر في الصورة 15 لأن المُكعَّب الأفطس واثنا عشري وجوه أفطس رُسما مرتين بتوزع رؤوس مختلف لأنهما لاانطباقيان.

المجسمات الأرخميدية مجموعة تضم 13 متعدد وجوه مُحدَّب ذات وجوه منتظمة، وتكون انتقالية الرؤوس ولكنها ليست بالضرورة انتقالية الوجوه. كون مُجسَّم ما انتقالي الرؤوس يعني أن رؤوسه كلها متناظرة بأحد أنواع التناظرات، وهذا يعني أن كل رأسٍ محاطٌ بالنوع نفسه من الوجوه، إما بالترتيب نفسه أو بترتيب معاكس، على أن تكون الزاوية هي نفسها بين تلك الوجوه. تنتمي المجسمات الأرخميدية إلى صنف متعددات الوجوه المُحتَتِنة، وهي متعددات منتظمة الوجوه متناظرة الرؤوس.
مع أن هذه المجسمات مسماة على اسم أرخميدس، إلا أنه لم يدعِ يومًا أنه صاحب الفضل في وصفها.

## المُجسَّمات
للمُجسَّمات الأرخميدية تشكيلة رأس واحدة وخواص تناظرية عالية. تُحدِّد تشكيلة الرأس أي المضلعات المنتظمة تلتقي عند كل رأس. فمثلًا تحدد التشكيلة {\displaystyle 3\cdot 5\cdot 3\cdot 5} متعدد وجوه تلتقي تناوبًا في كل رأس من رؤوسه مثلثان ومُخمَّسان. أما خواص التناظرية العالية فتعني أن زمرة التناظر، التي يكتسبها كل مجسم عند إنشائه، مُشتقَّة من المجسمات الأفلاطونية. تذكر بعض المراجع أن مصطلح المجسم الأرخميدي مرادف لمصطلح مُتعدد الوجوه نصف المنتظم. ولكن هذه العائلة من متعددات الوجوه تشمُل المواشير المنتهية (أي ذات عدد الوجوه المحدود) والمواشير التخالفية المنتهية، بما فيها ثنائي القبة المُربَّعة المُطال الذي لا يُعد مجسمًا أرخميديًا لأنه ليس انتقالي الرؤوس.
يمكن رسم هيكل المجسمات الأرخميدية ببيان يُسمَّى البيان الأرخميدي. هذه البيانات منتظمة ومتعددة الوجوه (وهذا يجعلها بالضرورة مستوية مترابطة كافية الرؤوس) وهاملتونية.
| الاسم                                  | صورة المُجسَّم                 | تشكيلة الرأس | الوجوه                     | الحروف | الرؤوس | الزمرة النقطية |
| -------------------------------------- | --------------------------- | ------------ | -------------------------- | ------ | ------ | -------------- |
| رباعي الوجوه المبتور                   | Truncated tetrahedron       | 3.6.6        | 4 مُثلَّثات 4 مُسدَّسات          | 18     | 12     | Td             |
| ذو الوجوه المُكعبي الثُماني              | Cuboctahedron               | 3.4.3.4      | 8 مُثلثات 6 مُربَّعات          | 24     | 12     | Oh             |
| المُكعَّب المبتور                         | Truncated hexahedron        | 3.8.8        | 8 مثلثات 6 مُثمَّنات          | 36     | 24     | Oh             |
| ثماني الوجوه المبتور                   | Truncated octahedron        | 4.6.6        | 6 مُربَّعات 8 مُسدَّسات          | 36     | 24     | Oh             |
| ذو الوجوه المكعبي الثماني المعيني      | Rhombicuboctahedron         | 3.4.4.4      | 8 مُثلَّثات 18 مُربَّعًا          | 48     | 24     | Oh             |
| ذو الوجوه المكعبي الثماني المبتور      | Truncated cuboctahedron     | 4.6.8        | 12 مُربَّعًا 8 مُسدَّسات 6 مُثمَّنات | 72     | 48     | Oh             |
| المُكعَّب الأفطس                          | Snub hexahedron (Ccw)       | 3.3.3.3.4    | 32 مُثلثًا 6 مربعات          | 60     | 24     | O              |
| ذو الوجوه الاثنا عشري العشروني         | Icosidodecahedron           | 3.5.3.5      | 20 مُثَّلثًا 12 مُخمَّسًا          | 60     | 30     | Ih             |
| اثنا عشري الوجوه المبتور               | Truncated dodecahedron      | 3.10.10      | 20 مُثلَّثًا 12 مُعشَّرًا          | 90     | 60     | Ih             |
| عشروني الوجوه المبتور                  | Truncated icosahedron       | 5.6.6        | 12 مُخمَّسًا 20 مُسدَّسًا          | 90     | 60     | Ih             |
| ذو الوجوه الاثنا عشري العشروني المعيني | Rhombicosidodecahedron      | 3.4.5.4      | 20 مُثلَّثًا 30 مُربَّعًا 12 مُخمَّسًا | 120    | 60     | Ih             |
| ذو وجوه اثنا عشري عشروني مبتور         | Truncated icosidodecahedron | 4.6.10       | 30 مُربَّعًا 20 مُسدَّسًا 12 مُعشَّرًا | 180    | 120    | Ih             |
| اثنا عشري وجوه أفطس                    | Snub dodecahedron (Cw)      | 3.3.3.3.5    | 80 مُثلَّثًا 12 مُخمَّسًا          | 150    | 60     | I              |

يبدأ إنشاء بعض المُجسَّمات الأرخميدية من المجسمات الأفلاطونية اعتمادًا على العمليات التالية:
- البتر: وتشمل قطع الرؤوس، ويلزم للحفاظ على التناظر، أن يكون القطع بمستوٍ معامد للخط الواصل بين زاوية الرأس ومركز متعدد الوجوه. ومثال ذلك عشروني الوجوه المبتور، يُنشأ ببتر كل رؤوس عشروني وجوه بترًا متناظرًا.[7]
- التهذيب: وهو حالة خاصة من البتر، يحصل عندما يكون البتر المتناظر عميقًا ودقيقًا لدرجة أن الوجهين المتقابلين الناتجين عنه يشتركان في نقطة واحدة فقط، فعندها يُسمَّى البتر .
- النشر: وهو عملية تظل فيها مقاسات الوجوه ثابتة، لكنها تُبعَد عن المركز إبعادًا متزامنًا يضمن الحفاظ على التناظر والتحدُّب، ما يخلق مسافات فاصلة بينها، ثُمَّ تُضاف أوجه جديدة للوصل بين الأوجه السابقة ولملء المسافة الناتجة عن الإبعاد. ومثال ذلك نشر المُكعب الذي ينتج ذو الوجوه المكعبي الثماني المعيني.[8]
- الفطس[الإنجليزية]: وهي عملية إنشاء متعدد وجوه تبدأ بإبعاد وجه المتعدد الأصل عن مركزه، ثم برمها بزوايا محددة وملء المسافات الناتجة عن العملية بمثلثات متساوية الأضلاع. من آثار تطبيق هذه العملية اللاانطباقية، ومعناها أن المجسمات الناتجة تكون لا تتطاق مع انعكاسها على المرآة. ومثال ذلك المُكعَّب الأفطس واثنا عشري وجوه أفطس[الإنجليزية].[9]

بتر رؤوس عشروني وجوه يُنتج عشروني الوجوه المبتور، وهو الشكل الشائع لكرة القدم.
التهذيب هو حالة خاصة من البتر، يشترك فيها الوجهان الناتجان عن البتر بنقطة واحدة فقط.
يُنتج نشر المكعب ذو الوجوه المكعبي الثماني المعيني، تضاف الوجوه البيضاء والحمراء لملء المسافة الناتجة عن إبعاد وجوه الأصل.
يحدث الفطس عند تدوير الوجوه بعد النشر، ثم تُملأ المسافات بمثلثات متساوية الأضلاع، يُبين هذا الشكل كيفية إنشاء المُكعَّب الأفطس من برم وجوه منشور المكعب.

ولكن لا تُنشَأ كل المُجسمات الأرخميدية بالعمليات السابقة، مثلًا يُنشأ ذو الوجوه الاثنا عشري العشروني بلصق طارمتين مُخمَّستين القاعدة إلى القاعدة تخالفًا، أي يُقابِل مُخمَّسات الطارمة الأولى مثلثات الطارمة الثانية. كما يُنشأ ذو الوجوه المكعبي الثماني المعيني بلصق قُبَّتين مُربَّعتين إلى قاعدة موشور مثمَّن.

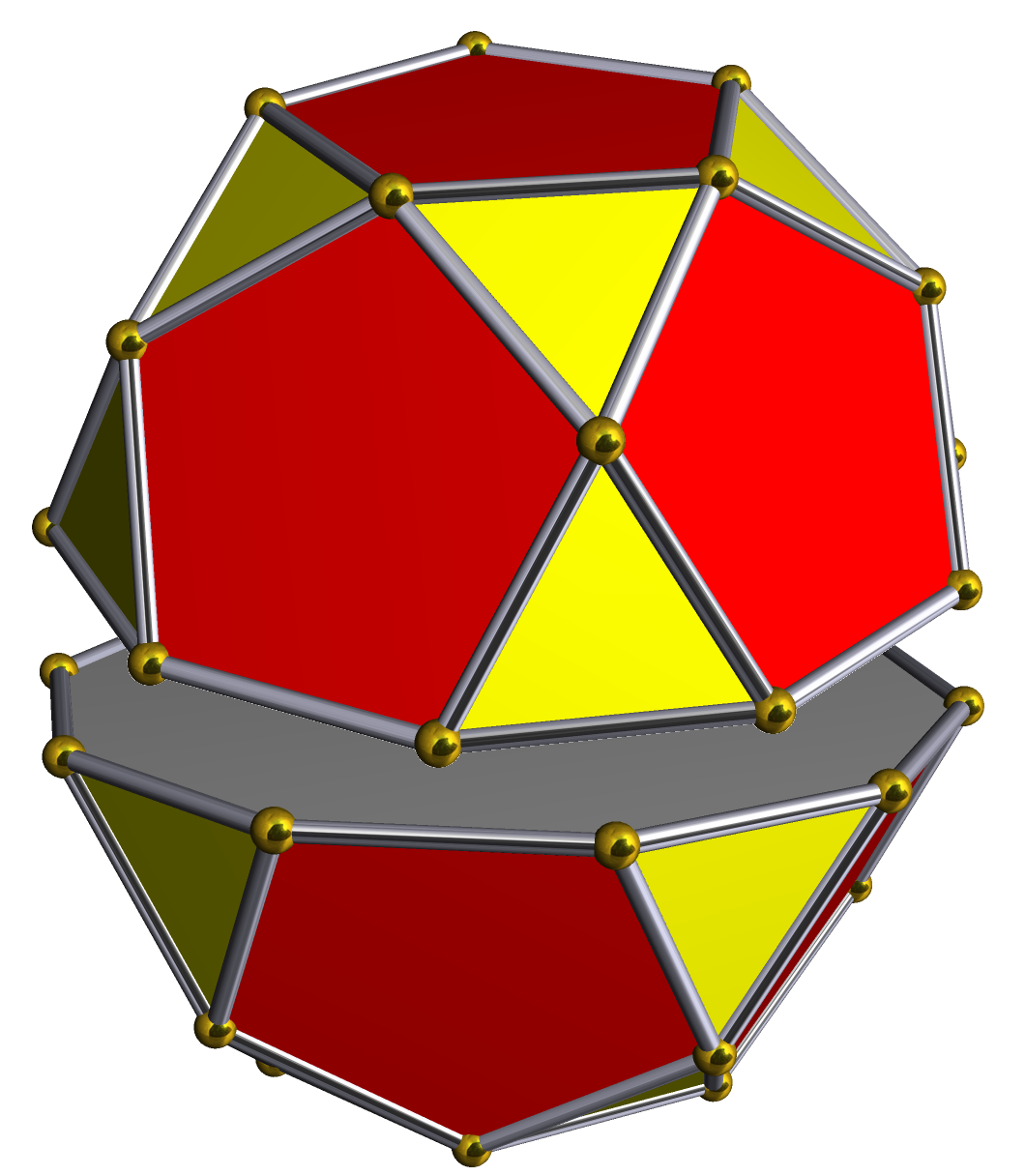
يَنتج ذو الوجوه الاثنا عشري العشروني عن لصق طارمتين مُخمَّستين القاعدة إلى القاعدة تخالفًا (مُخمَّس في مقابل مثلث).
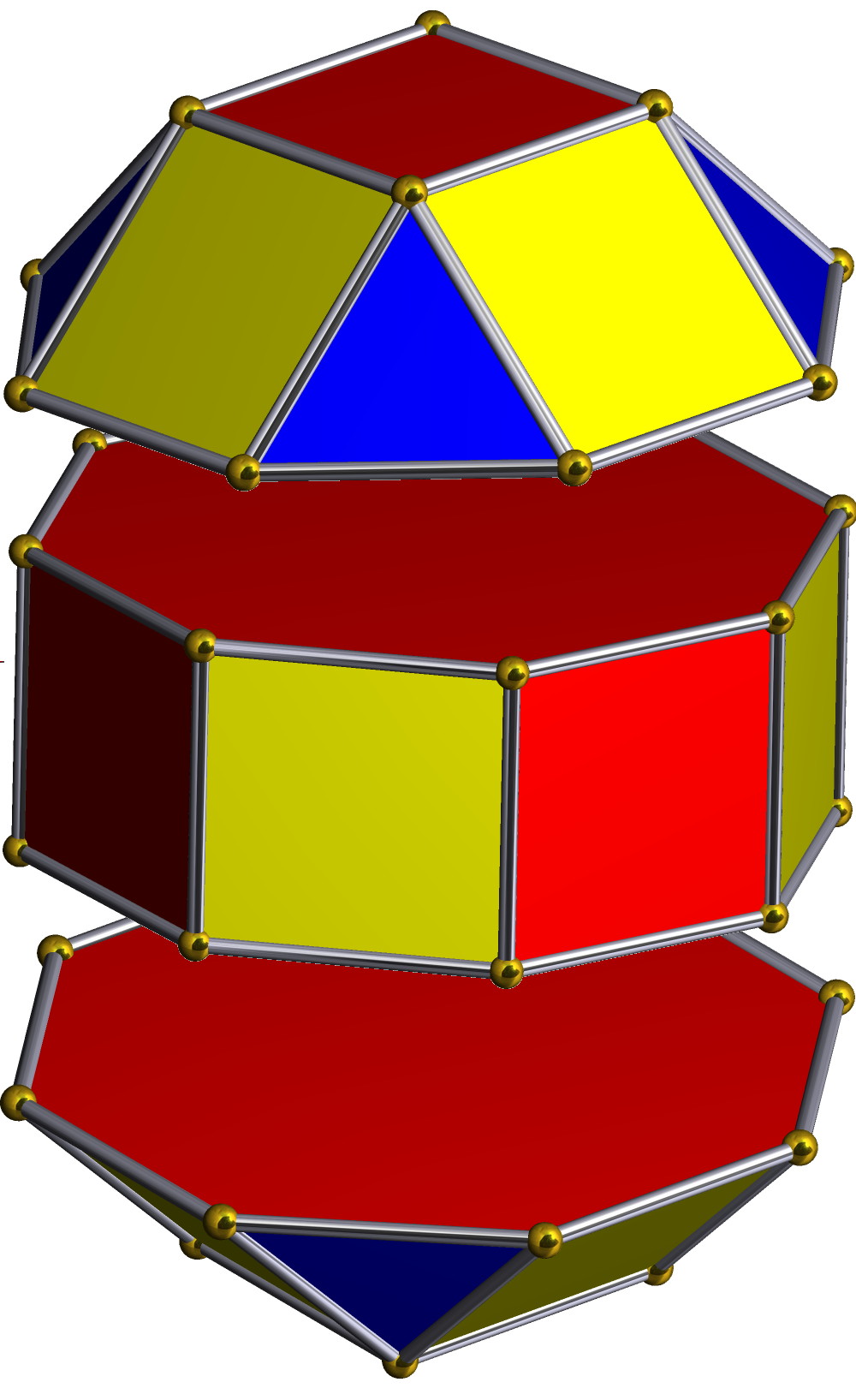
يَنتج ذو الوجوه المكعبي الثماني المعيني عن لصق قُبَّتين مُربَّعتين إلى قاعدتي موشور مثمَّن[الإنجليزية].

عشرة مجسمَّات أرخميدية على الأقل على تتمتع بخاصية روبرت: كل منها يمكن أن يمر عبر نسخة من نفسه لها المقاسات نفسها. هذه المُجسَّمات هي: ذو الوجوه المُكعبي الثُماني وثماني الوجوه المبتور والمُكعَّب المبتور وذو الوجوه المكعبي الثماني المعيني وذو الوجوه الاثنا عشري العشروني وذو الوجوه المكعبي الثماني المبتور وعشروني الوجوه المبتور واثنا عشري الوجوه المبتور ورباعي الوجوه المبتور.
تسمى ثنويات المُجسَّمات الأرخميدية بمُجسَّمات كاتالان.

## نبذة تاريخية
أُخذت أسماء المُجسَّمات الأرخميدية من عمل مفقود وضعه الرياضياتي الإغريقي أرخميدس لمناقشتها. ومع أنها لم تُنسَب في الأصل لأرخميديس، إلا أن ببس الرومي في عمله المُسمَّى الكنيس أشار إلى أرخميدس وأورد قائمة فيها 13 مُجسَّمًا ووصفها باختصار مُركزًا على عدد وجوهها.
كان للأشكال عالية التناظر قيمة عالية في نظر الفنانين والرياضياتين في عصر النهضة. وقد ظهرت بعض المُجسَّمات الأرخميدية في عمل بييرو ديلا فرانشيسكا المُعنوَن: عن الهيئات الخمس المنتظمة (باللاتينية: De quinque corporibus regularibus)، وهي دراسة فيها اقتباسات عديدة لأرخميدس. ولكن بييرو لم ينسب هذه المُجسَّمات لأرخميدس رغم أنه كان على دراية بعمله، ويبدو أنه أعاد اكتشاف هذه المُجسَّمات بنفسه. تظهر المُجسَّمات أيضًا في أعمال أخرى مثل 
منظور الأجسام المنتظمة منظور الأجسام المنتظمة (باللاتينية: Perspectiva corporum regularium) لمؤلفه ونتزل يامنتزر وملخص في الحساب (باللاتينية: Summa de arithmetica) والنسبة الذهبية (باللاتينية: De divina proportione) لمؤلفهما لوكا بتشولي وقد أنجز الرسوم فيهما 
ليوناردو دا فينشي. ظهرت شبكات المُجسَّمات الأرخميدية في عمل آلبرخت دورر المُعنوَن: تعليمات القياس (بالألمانية: Underweysung der Messung) الذي احتوى نسخًا من عمل بتشولي. أعاد
يوهانس كبلر، قرابة 1620م، اكتشاف متعددات الوجوه الثلاثة عشرة، كما عرَّف الموشور والموشور تخالفي والمجسَّمات غير المُحدَّبة التي أصبحت تُعرَف باسم متعددات وجوه كبلر وبوانسو في كتابه تناغم العالم.
ربما ظنَّ كبلر أن ثنائي قبة مُربَّعة مبروم مُطال، والتي تسمَّى أيضًا ذو وجوه مكعبي ثماني معيني زائف هي مجسَّم أرخميدي، لأنه ذكر في إحدى المرات وجود 14 مجسَّمًا أرخميديًا، ولكنه ذكر 13 فقط عندما عددها في كتابه. ولكن أول ذكر صريح لثنائي القبة بهذا السياق يرجع لسنة 1905م في أعمال دنكان سومرفيل. يحصل هذا الخلط بسبب خطأ في إنشاء ذو الوجوه، الذي يُنشَأ بلصق قبتين مخمستين على قاعدتي موشورٍ مُثمَّن مع برم إحداهما بزاوية 45 درجة. المُجسَّمات الأرخميدية انتقالية الرؤوس، أي يمكن تبديل موقع أي رأسين من دون أي يغير ذلك من تناظر المُجسَّم، وثنائي القبة المربعة المبروم المطال ليس كذلك.
لحظ برانكو غرُنابوم أن ثنائي القبة المربعة المبروم يستوفي تعريفًا غير مُحكَمٍ للمُجسَّمات الأرخميدية، يُجعل رؤوسها متطابقة، بمعنى أن أجزاء متعدد الوجوه الواقعة بالقرب من الرأس تبدو متطابقة: شكل الوجوه وترتيبها والزوايا التي تشكلها. وأشار غرنابوم إلا أن الرياضيين الذي يعتمدون تعريفًا مشابهًا للمجسَّمات الأرخميدية يقعون في خطأ المُجسَّم الرابع عشر. ويكون التصويب باعتماد تعريفٍ يشمُل الخواص التناظرية العامة لمتعدد الوجوه ولا يقتصر على  خواص الرأس وما حوله. ولا يُصنَّف ثنائي القبة المُربَّعة المبروم المُطال ضمن المُجسَّمات الأرخميدية نتيجة لذلك، بل يكون ضمن مجموعة أخرى مجسمات جنسون، تشمُل متعددات وجوه مُحدَّبة وجوهها مضلعاتٌ منتظمة.

### فهرس الإحالات
1. 1 2  Diudea (2018), p. 39.
2. ↑  Kinsey (2011), p. 380.
3. ↑  [a] Rovenski (2010), p. 116.
[b] Malkevitch (1988), p. 85.
4. ↑  Williams (1979), p. 63-98.
5. 1 2 3  Berman (1971), p. 337-340.
6. ↑  Koca (2012), p. 47-50.
7. ↑  [a] Chancey (1997), p. 13.
[b] Koca (2012), p. 48.
8. ↑  Viana (2018), p. 1123.
9. ↑  Koca (2012), p. 49.
10. ↑  Berman (1971), p. 336.
11. ↑  [a] Chai (2018), p. 503.
[b] Hoffmann (2019), p. 32.
[c] Lavau (2019), p. 930.
12. ↑  [a] Cromwell (1997), p. 156.
[b] Grünbaum (2009), p. [بحاجة لرقم الصفحة].
[c] Field (1997), p. 248.
13. ↑  Banker (2005), p. 165–169.
14. ↑  Field (1997), p. 248.
15. ↑  [a] Cromwell (1997), p. 156.
[b] Field (1997), p. 253-254.
16. ↑  Schreiber (2008), p. 458.
17. 1 2  Grünbaum (2009), p. [بحاجة لرقم الصفحة].
18. ↑  Cromwell (1997), p. 91.

### معلومات المراجع
مقالات مُحكَّمة
- Martin Berman (1971). "Regular-faced convex polyhedra". Journal of the Franklin Institute (بالإنجليزية). 291 (5): 329–352. DOI:10.1016/0016-0032(71)90071-8. ISSN:0016-0032. MR:0290245. OCLC:4924207364. QID:Q134974397.
- Joseph Malkevitch (1988). "Milestones in the history of polyhedra". Shaping Space: A Polyhedral Approach (بالإنجليزية): 80–92. ISBN:978-0-8176-3351-6. QID:Q135319090.
- J.V. Field (1997). "Rediscovering the Archimedean polyhedra: Piero della Francesca, Luca Pacioli, Leonardo da Vinci, Albrecht Dürer, Daniele Barbaro, and Johannes Kepler". Archive for History of Exact Sciences (بالإنجليزية). 50: 241–289. DOI:10.1007/BF00374595. ISSN:0003-9519. JSTOR:41134110. MR:1457069. OCLC:5648471112. S2CID:118516740. QID:Q134999263.
- James R. Banker (2005). "A manuscript of the works of Archimedes in the hand of Piero della Francesca". The Burlington Magazine (بالإنجليزية). 128 (1224): 165–169. ISSN:0007-6287. JSTOR:20073883. OCLC:9970563133. S2CID:190211171. QID:Q135313363.
- Peter Schreiber; Gisela Fischer; Maria Luise Sternath (2008). "New light on the rediscovery of the Archimedean solids during the Renaissance". Archive for History of Exact Sciences (بالإنجليزية). 62: 457–467. Bibcode:2008AHES...62..457S. DOI:10.1007/S00407-008-0024-Z. ISSN:0003-9519. JSTOR:41134285. OCLC:907877675. S2CID:122216140. QID:Q135317240.
- Branko Grünbaum (2009). "An enduring error". Elemente der Mathematik (بالإنجليزية). 64 (3): 89–101. DOI:10.4171/EM/120. ISSN:0013-6018. MR:2520469. OCLC:436174217. Zbl:1176.52002. QID:Q55877844.
- Mehmet Koca; Nazife Ozdes Koca (2012). "Coxeter groups, quaternions, symmetries of polyhedra and 4D polytopes". Mathematical Physics: Proceedings of the 13th Regional Conference (بالإنجليزية): 40–60. ISBN:978-981-4417-53-2. QID:Q135318985.
- Vera Viana; João Pedro Xavier; Ana Paula Aires; Helena Campos (2018). "Interactive Expansion of Achiral Polyhedra". ICGG 2018 - Proceedings of the 18th International Conference on Geometry and Graphics. Advances in Intelligent Systems and Computing (بالإنجليزية): 1116–1128. DOI:10.1007/978-3-319-95588-9_96. ISBN:978-3-319-95588-9. OCLC:7756377466. QID:Q57631677.
- Balazs Hoffmann (2019). "Rupert Properties of Polyhedra and the Generalised Nieuwland Constant". Journal for Geometry and Graphics (بالإنجليزية). 23 (1): 29–35. ISSN:1433-8157. QID:Q135316977.
- Gérard Lavau (2019). "The Truncated Tetrahedron Is Rupert". American Mathematical Monthly (بالإنجليزية). 126 (10): 929–932. DOI:10.1080/00029890.2019.1656958. ISSN:0002-9890. OCLC:10309191504. S2CID:213502432. Zbl:1429.52013. QID:Q126774568.
- Ying Chai; Liping Yuan; Tudor Zamfirescu (2018). "Rupert Property of Archimedean Solids". American Mathematical Monthly (بالإنجليزية). 125 (6): 497–504. DOI:10.1080/00029890.2018.1449505. ISSN:0002-9890. OCLC:10310066579. S2CID:125508192. Zbl:1394.52010. QID:Q58118539.

كتب
- Robert Williams (1979). The geometrical foundation of natural structure: A source book of design (بالإنجليزية). New York: Dover Publications. ISBN:978-0-486-23729-9. OCLC:605195469. QID:Q135317147.
- C. C. Chancey; M. C.M. O'Brien (1997). The Jahn-Teller Effect in C60 and Other Icosahedral Complexes (بالإنجليزية). Princeton: Princeton University Press. ISBN:978-0-691-04445-3. OCLC:36458244. QID:Q135316865.
- Peter R. Cromwell (1997). Polyhedra: one of the most charming chapters of geometry (بالإنجليزية). Cambridge: Cambridge University Press. ISBN:978-0-521-55432-9. LCCN:96009420. MR:1458063. OCLC:5894556930. QID:Q134888807.
- Vladimir Rovenski (2010). Modeling of Curves and Surfaces with MATLAB®. Springer Undergraduate Texts in Mathematics and Technology (بالإنجليزية). New York City: Springer New York. DOI:10.1007/978-0-387-71278-9. ISBN:978-0-387-71278-9. OCLC:663094124. QID:Q135314057.
- L. Christine Kinsey; Teresa E. Moore; Stratos Prassidis (2011). Geometry & symmetry (بالإنجليزية). Hoboken: Wiley. ISBN:978-0-470-49949-8. OCLC:473451876. QID:Q135317331.
- Mircea Vasile Diudea (2018). Multi-shell Polyhedral Clusters. Carbon Materials: Chemistry and Physics (10) (بالإنجليزية) (1st ed.). Cham. DOI:10.1007/978-3-319-64123-2. ISBN:978-3-319-64123-2. OCLC:1503525743. QID:Q134975325.{{استشهاد بكتاب}}:  صيانة الاستشهاد: مكان بدون ناشر (link)

## وصلات خارجية
- المجسَّمات الأرخميدية من موسوعة عالم الرياضيات (mathworld.wolfram).
- تطبيق ثلاثي الأبعاد لمعاينة المجسمات الأرخميدية من موسوعة عالم الرياضيات (mathworld.wolfram).
- نماذج ورقية من المجسَّمات الأرخميدية ومجمسات كاتالان